# Invisible, Inc.
Invisible, Inc (укр. Корпорація "Невидима", раніше носила назву Incognita) — відеогра в жанрах стелс і покрокова тактика з елементами roguelike-ігор в антуражі кіберпанку, розроблена канадською компанією Klei Entertainment. Гравець бере на себе роль віддаленого оператора, керуючого приватним шпигунським агентством, яке виявилося атаковано інтернаціональними корпораціями, і направляє агентів на таємні операції для видобутку ресурсів і підтримки, щоб перенести комп'ютерну систему агентства в безпечний притулок за обмежений час.
Invisible, Inc. стала доступна в ранньому доступі для систем Windows і OS X в січні 2014 року, пізніше була випущена збірка для Linux. Повна версія вийшла для систем Windows, OS X і Linux 12 травня 2015 року. Версія для PlayStation 4 вийшла 19 квітня 2016 року і в жовтні того ж року для iOS.

## Ігровий процес
Invisible, Inc. є покрокової тактичної грою, ігровий процес якої був натхненний XCOM, з упором на скритність і шпигунство. Під час кожного проходження, гравець приймає роль керуючого агентами для таємних операцій і має в розпорядженні три дні для підготовки до їх останньої місії. За відведений час, гравець виконує різні завдання по всій земній кулі, щоб роздобути інформацію, цінності, спорядження і персонал, будучи обізнаним про витрачених годиннику на подорожі та місії в цьому тридобовому проміжку. На початку кампанії, гравець вибирає двох агентів і може звільнити інших агентів під час операцій. Якщо агент гине на завданні, то він залишається мертвим до кінця проходження; якщо гинуть всі агенти, то це означає кінець гри. Деталі місій і плани рівнів процедурно генеруються для кожного проходження, задаючи різні цілі, перешкоди і складність.

## Сюжет
Події гри розвиваються в 2074 році, коли мегакорпорація скинули світові уряди і стали контролювати всі країни на землі. Invisible, Inc. — приватна розвідувальне агентство, яке надає свої послуги корпораціям, виробляючи проникнення на цільові об'єкти з використанням польових агентів і просунутої системи штучного інтелекту, відомої як Incognita.
До початку гри, дислокація Invisible, Inc. виявляється розкрита, через що штаб-квартира агентства, а також більшість агентів і активів виявляються загубленими. Втекти вдається тільки двом агентам, лідеру компанії і системі Incognita. Incognita може існувати тільки на вкрай потужних комп'ютерних системах і не може вижити без них більше 72 годин, тому завданням агентства стає використання відведеного часу на підготовку до фінальної місії, щоб вони могли проникнути у ворожу штаб-квартиру, отримати доступ до комп'ютерної системи і підключити туди Incognita.

## Розробка
Гра була вперше анонсована 2 липня 2013 року в ході інтерв'ю з журналістом Rock, Paper, Shotgun, Натаном Грейсон. Альфа-версія була представлена у вересні 2013 року на виставці PAX Prime 2013.
Спочатку проект називався Incognita, але розробники Klei Entertainment вирішили змінити його на Invisible, Inc. після проведення тестування на фокус-групі.

## Відгуки
Invisible, Inc. стала фіналістом фестивалю Independent Games Festival 2015 року в номінаціях «Досконалість в дизайні» і «Гран-прі Сеймуса МакНеллі».
| Агрегатор    | Оцінка  |
| ------------ | ------- |
| GameRankings | 81.62 % |
| Metacritic   | 82%     |

| Видання        | Оцінка |
| -------------- | ------ |
| Destructoid    | 10/10  |
| Game Informer  | 8/10   |
| GameSpot       | 7/10   |
| IGN            | 8.5/10 |
| PC Gamer (США) | 80/100 |
| Pocket Gamer   | 8,0/10 |
| Игромания      | 9,0/10 |